# Паспорт громадянина Ізраїлю
Паспорт громадянина Ізраїлю  — документ, що видається громадянам Держави Ізраїль для здійснення поїздок за кордон.
Видається Міністерством зовнішніх справ Ізраїлю для підтвердження особистості громадянина Ізраїлю, а також надає власнику право на захист і допомогу від консульства за межами держави.
Громадянам Ізраїлю дозволено мати паспорти інших країн, але за законом від 2002 року вони зобов'язані надавати лише ізраїльській паспорт при в'їзді або виїзді з Ізраїлю.

## Зовнішній вигляд
Зовні загальногромадянський ізраїльський паспорт виглядає як темно-синя книжечка, на обкладинці якої золотим тисненням написано «Держава Ізраїль» на івриті та англійською, нанесений Герб Ізраїлю, написано слово «Паспорт» на івриті та англійською, а також розташований символ біометричного паспорта. На всіх сторінках документа намальована оливкова гілка і семисвічник менора; вони пронумеровані справа наліво. 
Стандартний паспорт містить 32 сторінки, паспорт «бізнес» — 64 сторінки.

## Візові вимоги для громадян Ізраїлю
Станом на липень 2020 року громадяни Ізраїлю можуть відвідувати без візи 161 країну, або оформити візу при прибутті. Таким чином, ізраїльський паспорт займає 19-те місце в рейтингу свободи подорожей.

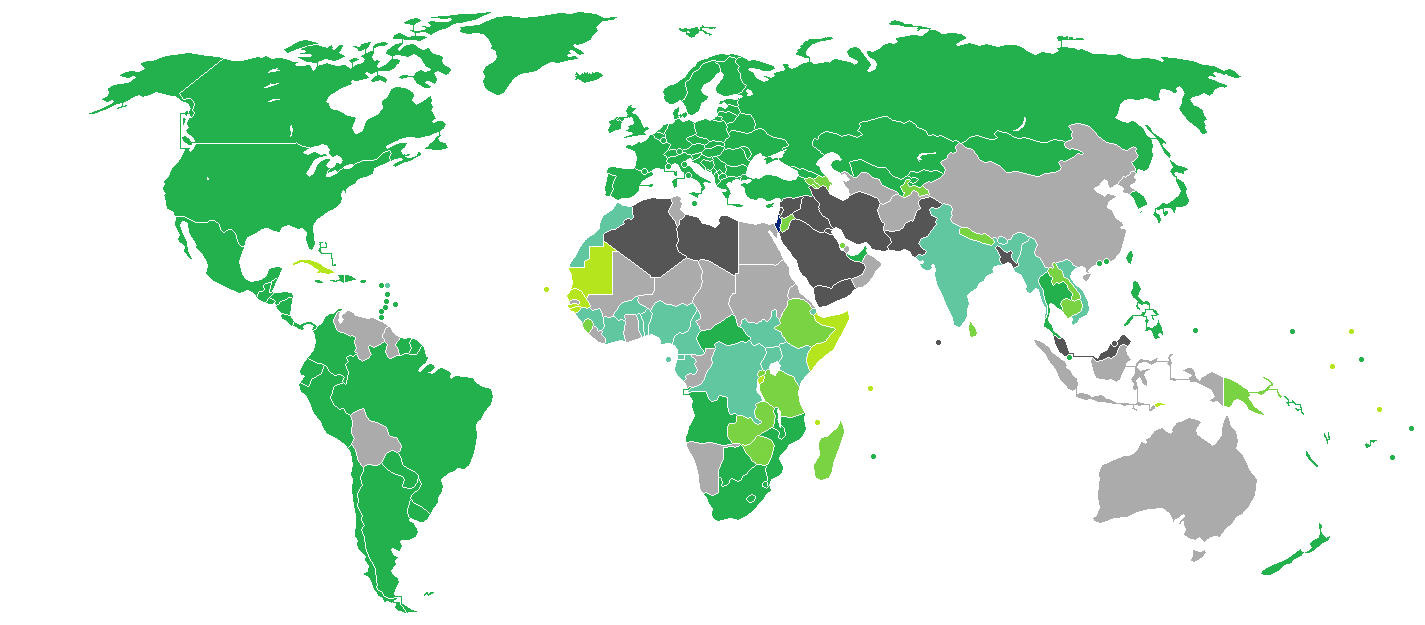
Держави і території, які не потребують попереднього оформлення візових формальностей для відвідування власникам ізраїльських паспортів.
Держава Ізраїль
віза не потрібна
електронна авторизація або eVisa
віза видається при прибутті або онлайн
необхідна віза
в'їзд заборонено

### Країни, які не визнають ізраїльський паспорт
Ізраїльські паспорти не визнають 16 країн:
- Алжир
- Бангладеш
- Бруней
- Іран
- Ірак (крім Іракського Курдистану)
- Ємен
- Кувейт
- Ліван
- Лівія
- Малайзія (потрібен дозвіл від МВС)
- Оман
- Пакистан (потрібен дозвіл від міністерства внутрішньої безпеки)
- Саудівська Аравія (окрім мусульман, які можуть здійснити хадж в Мекку)
- Сирія
- Судан

Крім того, в Ірані, Кувейті, Лівані, Лівії, Саудівській Аравії, Судані, Сирії та Ємені заборонено в'їзд на свою територію особам, в паспортах яких стоїть відмітка про відвідини Ізраїлю, використана або невикористана ізраїльська віза і навіть штамп про відмову в ізраїльській візі.